# Association des photographes publicitaires du Japon
L'association des photographes publicitaires du Japon (日本広告写真家協会, Nihon Kōkoku-Shashinka Kyōkai) (APP) est une organisation fondée en 1958. 

## Histoire
L'association des photographes publicitaires tient des expositions depuis 1959 et publie un rapport annuel des œuvres les plus intéressantes.